# Дъщерята на измамата
„Дъщерята на измамата“ (на испански: La hija del engaño) е мексикански филм от 1951 година, мелодрама на режисьора Луис Бунюел по сценарий на Луис Алкориса, базиран на фарса на Карлос Арничес и Хосе Естремера „Don Quintín, el amargao“.
В центъра на сюжета е мъж, който търси и намира дъщеря си, която е изоставил като бебе, смятайки, че е родена в резултат на изневяра на съпругата му. Главните роли се изпълняват от Фернандо Солер, Алисия Каро, Фернандо Сото, Лили Аклемар.